# Владимировский сельский совет (Скадовский район)
Владимировский сельский совет (укр. Володимирівська сільська рада) — входит в состав
Скадовского района
Херсонской области
Украины.
Административный центр сельского совета находится в 
с. Владимировка
.

## Населённые пункты совета
- с. Владимировка
- с. Лиманское
- с. Новороссийское